# Plavání na mistrovství Evropy v plaveckých sportech 1947
Závody v plavání na mistrovství Evropy v plaveckých sportech za rok 1947 proběhly v Monte Carlu, Monako ve dnech 10. až 14. září 1947.

## Výsledky

### Individuální disciplíny
| Muži                | Zlato                         | Zlato   | Stříbro                    | Stříbro | Bronz                     | Bronz   |
| ------------------- | ----------------------------- | ------- | -------------------------- | ------- | ------------------------- | ------- |
| 100 m volný způsob  | Alex Jany (FRA)               | 56,9    | Per-Olof Olsson (SWE)      | 58,8    | Elemér Szathmáry (HUN)    | 59,6    |
| 400 m volný způsob  | Alex Jany (FRA)               | 4:35,2  | György Mitró (HUN)         | 4:50,4  | Miroslav Bartůšek (TCH)   | 4:51,4  |
| 1500 m volný způsob | György Mitró (HUN)            | 19:28,6 | Ferenc Vörös (HUN)         | 20:07,9 | Marijan Stipetić (YUG)    | 20:08,5 |
| 100 m znak          | Georges Vallerey (FRA)        | 1:07,6  | Gyula Válent (HUN)         | 1:10,5  | Jiří Kovář (TCH)          | 1:10,5  |
| 200 m prsa          | Royston Romain (GBR)          | 2:40,1  | Sándor Németh (HUN)        | 2:41,6  | Anton Cerer (YUG)         | 2:46,2  |
| Ženy                | Zlato                         | Zlato   | Stříbro                    | Stříbro | Bronz                     | Bronz   |
| 100 m volný způsob  | Fritze Nathansenová (DEN)     | 1:07,8  | Johanna Termeulenová (NED) | 1:08,1  | Greta Andersenová (DEN)   | 1:08,3  |
| 400 m volný způsob  | Karen Harupová (DEN)          | 5:18,2  | Catherine Gibsonová (GBR)  | 5:19,8  | Fernande Caroenová (BEL)  | 5:20,9  |
| 100 m znak          | Karen Harupová (DEN)          | 1:15,9  | Catherine Gibsonová (GBR)  | 1:16,5  | Irène Kosterová (NED)     | 1:18,0  |
| 200 m prsa          | Petronella van Vlietová (NED) | 2:56,6  | Éva Székelyová (HUN)       | 2:57,9  | Adriana de Grootová (NED) | 3:00,5  |

### Štafety
| Muži                 | Zlato                                                                                   | Zlato  | Stříbro                                                                                                  | Stříbro | Bronz | Bronz  |
| -------------------- | --------------------------------------------------------------------------------------- | ------ | --- | ------- | --- | ------ |
| 4×200 m volný způsob | Švédsko (SWE) (Per-Olof Olsson, Martin Lundén, Per-Olof Östrand, Olle Johansson)        | 9:00,5 | Francie (FRA) (Georges Vallerey, Jehan Vallerey, Charles Babey, Alex Jany, (r)Tony Hatot)                | 9:00,7  | Maďarská republika (HUN) (Imre Nyéki, Géza Kádas, György Mitró, Elemér Szathmáry)                             | 9:01,0 |
| Ženy                 | Zlato                                                                                   | Zlato  | Stříbro                                                                                                  | Stříbro | Bronz | Bronz  |
| 4×100 m volný způsob | Dánsko (DEN) (Greta Andersenová, Elvi Svendsenová, Karen Harupová, Fritze Nathansenová) | 4:32,3 | Nizozemsko (NED) (Margot Marsmanová, Marie-Louise Vaessenová, Irma Schuhmacherová, Johanna Termeulenová) | 4:36,0  | Spojené království (GBR) (Margaret Wellingtonová, Lillian Preeceová, Margaret Girvanová, Catherine Gibsonová) | 4:37,1 |

## Medailová bilance
V plavání se rozdělilo celkem 11 sad medailí.
| Pořadí | Stát                     |       | Muži    | Muži  | Muži  |         | Ženy  | Ženy  | Ženy    |       | Muži + Ženy | Muži + Ženy | Muži + Ženy | Celkem |
| Pořadí | Stát                     | Zlato | Stříbro | Bronz | Zlato | Stříbro | Bronz | Zlato | Stříbro | Bronz |             |             |             | Celkem |
| ------ | ------------------------ | ----- | ------- | ----- | ----- | ------- | ----- | ----- | ------- | ----- | ----------- | ----------- | ----------- | ------ |
| 1.     | Dánsko (DEN)             |       | 0       | 0     | 0     |         | 4     | 0     | 1       |       | 4           | 0           | 1           | 5      |
| 2.     | Francie (FRA)            |       | 3       | 1     | 0     |         | 0     | 0     | 0       |       | 3           | 1           | 0           | 4      |
| 3.     | Maďarská republika (HUN) |       | 1       | 4     | 2     |         | 0     | 1     | 0       |       | 1           | 5           | 2           | 8      |
| 4.     | Nizozemsko (NED)         |       | 0       | 0     | 0     |         | 1     | 2     | 2       |       | 1           | 2           | 2           | 5      |
| 5.     | Spojené království (GBR) |       | 1       | 0     | 0     |         | 0     | 2     | 1       |       | 1           | 2           | 1           | 4      |
| 6.     | Švédsko (SWE)            |       | 1       | 1     | 0     |         | 0     | 0     | 0       |       | 1           | 1           | 0           | 2      |
| 7.     | Československo (TCH)     |       | 0       | 0     | 2     |         | 0     | 0     | 0       |       | 0           | 0           | 2           | 2      |
| 7.     | Jugoslávie (YUG)         |       | 0       | 0     | 2     |         | 0     | 0     | 0       |       | 0           | 0           | 2           | 2      |
| 9.     | Belgie (BEL)             |       | 0       | 0     | 0     |         | 0     | 0     | 1       |       | 0           | 0           | 1           | 1      |
| Celkem | Celkem                   |       | 6       | 6     | 6     |         | 5     | 5     | 5       |       | 11          | 11          | 11          | 33     |